# 청주양씨 묘역
청주양씨 묘역(淸州楊氏 墓域)은 대한민국 충청북도 증평군 증평읍 내성리에 있는 조선시대 청주양씨 묘역이다. 2005년 5월 24일 증평군의 향토유적 제10호로 지정되었다.

## 참고 문헌
- 청주양씨묘역[깨진 링크(과거 내용 찾기)] - 증평문화원